# Association sportive du PSI
Maillots

AS PSI (en arabe : نادي بسي), est un club tchadien de football fondé en 2012 et basé à N'Djaména, la capitale du pays.

## Histoire
AS PSI est l'équipe de football du groupement anti-terroriste de l'armée tchadienne mise en place avec l'aide des États-Unis après les attentats du 11 septembre 2001. Le Pan Sahel Initiative (PSI) est mise en place par le Département d’État des États-Unis et présente au Mali, en Mauritanie, au Niger et au Tchad.L’objectif initial est d’appuyer les capacités de régulation frontalières de ces États en matière de trafic d’armes et de drogues.
L'équipe est fondée en 2012, devenue l'une des meilleures clubs de la capitale tchadienne. Elle a gagnée le  championnant du Tchad 2023 et la Ligue Provinciale de Football de N’Djamena 2024,.

## Palmarès
- champion du Tchad 2023[4]
- championne de la Ligue Provinciale de Football de N’Djamena 2024 [3]

## Personnalités du club

### Entraîneurs du club
- Tahir Zakaria